# برنارد موری
برنارد موری (انگلیسی: Bernard Morrey; ۸ آوریل ۱۹۲۷ – ۲۳ مارس ۲۰۱۱) بازیکن فوتبال اهل بریتانیا بود.
از باشگاه‌هایی که در آن بازی کرده‌است می‌توان به باشگاه فوتبال نیوپورت کانتی اشاره کرد.